# Peter Herrle
Peter Herrle (* 23. Juni 1947 in Ludwigshafen am Rhein) ist ein deutscher Stadtforscher, Architekt und Hochschullehrer.

## Leben
Peter Herrle studierte Soziologie, Architektur und Stadtplanung in Mannheim, Darmstadt und Stuttgart. Er promovierte 1983 mit einem Stipendium der Studienstiftung des Deutschen Volkes an der Universität Stuttgart mit einer Studie über Kathmandu mit dem Titel „Vom Mandala zum Flächennutzungsplan – die Einführung moderner Stadtplanung in eine außereuropäische Stadtkultur“.
Seit 1987 ist Peter Herrle als freier Architekt und Berater entwicklungspolitischer Organisationen tätig. Seine Themen sind Wohnungsversorgung, Stadtplanung, städtische Governance und Denkmalschutz in Asien und Afrika. Er war u. a. Mitglied der Policy Unit 4 „Urban Governance, Capacity and Institutional Development“ zur Vorbereitung der Habitat-III-Konferenz der Vereinten Nationen 2016.
1995 bis 2012 war Peter Herrle ordentlicher Professor für Internationale Urbanistik und Entwerfen an der Technischen Universität Berlin und Leiter der Habitat Unit, einer Lehr- und Forschungseinheit der Fakultät VI „Planen-Bauen-Umwelt“. An der Technischen Universität Berlin führte er den postgradualen internationalen Studiengang „Urban Management“ ein und im Verbund mit der Tongji-Universität in Shanghai den interdisziplinären dualen Studiengang „Urban Design“, der einen Doppelabschluss zum „Master of Science in Urban Design“ (China und Deutschland) anbietet.
2002 wurde er als Advisory Professor an die Tongji-Universität Shanghai berufen. Seit seiner Emeritierung ist er als Gutachter und Berater verschiedener Organisationen und als Herausgeber tätig.
Peter Herrle initiierte und leitete Forschungsvorhaben zu den Themen Architektur und Identität, informelle Stadtentwicklung, und Megacities. U.a. war er Mitglied des Programmausschusses für das DFG-Schwerpunktprogramm „Mega Cities – Mega Challenge. The Informal Dynamics of Global Change“. Seit 2024 Mitglied des Advisory Board für das Projekt “Climate and Contemporary Transformations of Vernacular Architecture – Interaction, Effects and Perspectives ” an der Österreichischen Akademie der Wissenschaften, Wien. Finanzierung durch die EU.

## Herausgeberschaften
Peter Herrle ist Gründungsherausgeber der Reihe „Habitat International“ im Transcript-Verlag (bis 2018 im LIT-Verlag) und Mitherausgeber der Reihe „Mega Cities and Global Change“ im Steiner-Verlag.

## Publikationen (Auswahl)
- Herrle, P.; Fokdal, J.; Yang, S. (2023): Wenn Städte Dörfer verschlingen – Urbanisierung in China. In: Sina Hardaker und Peter Dannenberg (Hg.): China. Geographien einer Weltmacht. Berlin: Springer, S. 253–261. https://doi.org/10.1007/978-3-662-66560-2
- P. Herrle, A. Wozniak: Tibetan Farmhouses. In: C. Schittich (Hrsg.): Vernacular Architecture. Atlas for Living Throughout the World. Birkhäuser, Basel 2019, ISBN 978-3-0356-1631-6, S. 190–207.
- P. Herrle, J. Fokdal: Urbanisierung. In: Akademie für Raumforschung und Landesplanung (Hrsg.): Handwörterbuch der Stadt- und Raumentwicklung. Hannover 2018, ISBN 978-3-88838-560-5, S. 2739–2754.
- P. Herrle, A. Wozniak: Documenting Heritage at Risk: Vernacular Farm Houses in the Eastern Tibetan Cultural Region. In: Built Heritage. Band 2, Nr. 3, 2018, S. 85–107.
- P. Herrle, A. Wozniak: Tibetan Houses. Vernacular Architecture in the Himalayas and Environs. Birkhäuser, Basel 2017, ISBN 978-3-0356-1031-4.
- P. Herrle, J. Fokdal, L. Astrid, S. Nebel: The New Urban Agenda: The role of partnerships between organised civil society and governments in fostering a sustainable solution in all cities. Cities Alliance. Cities without Slums, Technical Background Paper 2016.
- P. Herrle, A. Ley, J. Fokdal (Hrsg.): From Local Action to Global Networks: Housing the Urban Poor. Routledge, London 2015, ISBN 978-1-138-54684-4.
- P. Herrle, J. Fokdal, D. Ipsen: Beyond Urbanism – Urban(izing) Villages and the Mega-urban Landscape in the Pearl River Delta in China. LIT, Münster 2014, ISBN 978-3-643-90552-9.
- P. Herrle, L. Wellmann, A. Wozniak: Bhutan auf dem "mittleren Weg". Eine Baukultur im Wandel. In: Universitas. Band 69, Nr. 821, 2014, S. 16–33.
- P. Herrle, J. Fokdal, A. Ley: Chapter 9. New Urban Players in Africa and Asia: The Role of Grassroots Organizations. In: H. Mieg, K. Töpfer (Hrsg.): Institutional and Social Innovation for Sustainable Urban Development. Routledge, 2013, ISBN 978-0-203-09811-0, S. 146–161.
- P. Herrle, J. Fokdal: Beyond the Urban Informality Discourse – Negotiating Power, Legitimacy and Resources. In: Geographische Zeitschrift. Band 99, 2011, S. 3–15.
- P. Herrle, D. Ipsen, S. Nebel, H. Weichler: Wie Bauern die mega-urbane Landschaft in Südchina prägen. Zur Rolle der "Urban Villages" bei der Entwicklung des Perlflussdeltas. In: Geographische Rundschau. Band 60, Nr. 11, 2008, S. 38–46.
- P. Herrle, E. Wegerhoff (Hrsg.): Architecture and Identity. LIT, Münster 2008, ISBN 978-3-8258-1088-7.
- P. Herrle, A. Jachnow, A. Ley: Die Metropolen des Südens Labor für Innovationen? Mit neuen Allianzen zu besserem Stadtmanagement. (= Stiftung Entwicklung und Frieden (SEF). Policy Paper 25). 2006, ISSN 1437-2800
- P. Herrle, U.-J. Walther (Hrsg.): Socially Inclusive Cities. Challenges – Policies – Case Studies. LIT, Münster 2005, ISBN 3-8258-6971-7.